# Famille Seguin
 (novembre 2022).
Motif : Geneanet et Pierfit ne sont pas des sources acceptables ; inutile de mentionner tous les porteurs du nom s'ils ne sont pas notoires.
La famille Seguin est une famille qui a donné plusieurs ingénieurs et hommes d'affaires ayant joué un rôle essentiel dans le développement industriel de la France aux XIXe siècle et XXe siècle.
Elle a tenu un rôle majeur dans le développement des communications terrestres, en construisant en Europe les premiers ponts suspendus à des câbles en fil de fer, en inventant la chaudière tubulaire à l'origine de l'essor des chemins de fer à traction à vapeur, et en créant la ligne de chemin de fer de Saint-Étienne à Lyon, première ligne de France à expérimenter en 1832 la traction par des locomotives à vapeur et à avoir été ouverte simultanément aux marchandises comme aux voyageurs.

## Origine
La famille Seguin, originaire d'Alexandrie, en Égypte, a appartenu au culte israélite. Antoine, l'un de ses membres, vient se fixer en Dauphiné vers la fin du XVIe siècle. De ses descendants, une branche s'établit à Tain-l'Hermitage, une autre à Avignon et Montpellier, enfin un troisième à Annonay, où Marc (1720-1804) épouse Marie-Anne Peyron (1735-1860) et entreprend le commerce de la draperie ; il est surnommé l'ancêtre par la famille.

## Arbre descendant de Marc Seguin dit l'ancêtre(1720-1804)
Pour la commodité de lecture, l'arbre descendant de longueur inhabituelle — Marc Seguin dit Seguin Aîné est le père de 19 enfants issus de deux lits — est présenté en quatre arbres successifs :
1. la fratrie Seguin ;
2. le 1er mariage de Marc Seguin dit Seguin Aîné ;
3. le 2e mariage de Marc Seguin dit Seguin Aîné ;
4. les alliances des familles Seguin et de Montgolfier.

## La fratrie Seguin
Marc François Seguin, le fils aîné de l'ancêtre,, épouse le 10 novembre 1782 à Vidalon-lès-Annonay (aujourd’hui hameau de la commune de Davézieux non loin d'Annonay) Augustine Thérèse de Montgolfier. Marc François Seguin dit Seguin Aîné naît le 20 avril 1786 à Annonay dans la province de Languedoc ; il est le second enfant du couple et l'aîné des six fils d'une fratrie de huit.

### Arbre généalogique descendant de la fratrie Seguin
- Marc Seguin dit l'ancêtre[g 2] (° 3 juin 1720, Tain-l'Hermitage[2] - † 6 juin 1804, Annonay[3])
  - (∞ 17 février 1756, Annonay[4]) Marie-Anne Peyron (° 15 mai 1735, Annonay - † 15 décembre 1760, Annonay[5])
    - Marc François Seguin[6],[g 1], (° 6 octobre 1757, Annonay[7] - † 12 avril 1832), Annonay[8]
      - (∞ 10 novembre 1782, Vidalon-lès-Annonay[9]) Augustine Thérèse de Montgolfier (° 28 août 1764, Vidalon-lès-Annonay[10] - † 22 septembre 1843, Annonay[11])
        - Marianne Augustine Seguin (° 16 août 1783, Annonay[12] - † 28 février 1786, Annonay[13])
        - Marc Seguin dit Seguin Aîné[g 3] (° 20 avril 1786, Annonay[14] - † 24 février 1875, Annonay[15])
          - (∞ 1er septembre 1813, Annonay[16]) Rose Augustine Duret[6] (° 24 août 1794, Annonay[17] - † 2 juin 1836, Annonay[18])
            - 13 enfants (♂ ♂ ♀ ♀ ♀ ♂ ♀ ♀ ♂ ♂ ♂ ♂ ♀) (Cf. § Le 1er mariage de Marc Seguin dit Seguin Aîné)

          - (∞ 18 mars 1838, Marmagne[19]) Marie Augustine de Montgolfier (° 24 mars 1819, Annonay[20] - † 11 juillet 1890, Annonay[21])
            - 6 enfants (♂ ♂ ♂ ♀ ♀ ♀) (Cf. § Le 2e mariage de Marc Seguin dit Seguin Aîné)

        - Augustin Stanislas Seguin (° 9 août 1790, Annonay[22] - † …)
        - Camille Seguin[g 4] (° 25 décembre 1793, Annonay[23] - † 10 octobre 1852, Annonay[24])
          - (∞ 3 novembre 1813, Tain-l'Hermitage[25]) Marie Célie Mac Ker (° 5 janvier 1797, Tain-l'Hermitage[26] - † 28 janvier 1866, Annonay[27])
            - 6 enfants (♀ ♂ ♀ ♀ ♀ ♀) dont no 3 : Thérèse Augustine[Note 3]

        - Jules Seguin[g 5] (° 1er avril 1796, Annonay[28] - † 10 mai 1868, Paris 9e[29])
          - (∞ 19 janvier 1830, Lyon[30]) Louise Claudine Prudhomme (° 12 mai 1807, Lyon[31] - † …)
            - 3 enfants (♀ ♂ ♂)

        - Paul Seguin[g 6] (° 27 février 1797, Annonay[32] - † 6 juillet 1875, Saint-Cloud[33])
          - (∞ 12 mai 1834, Amplepuis[34]) Joséphine Sargnon (° 11 juin 1814, Amplepuis[35] - † 27 mars 1838, Cannes[36])
            - 1 enfant (♀)

          - (∞ 8 mars 1843, Annonay[37]) Thérèse Augustine Seguin[Note 3] (° 30 janvier 1822, Annonay[38] - † 30 octobre 1884, Paris 8e[39])
            - 2 enfants (♀ ♂)

        - Charles Seguin[g 7] (° 5 juillet 1798, Annonay[40] - † 15 juin 1856, Paris Ier ancien[41])
          - (∞ 10 mars 1838, Paris 2e ancien[42]) Marie Anne Antoinette Jeanne Petroz[Note 4] (° 13 juillet 1814, Paris 3e ancien[45] - † 6 juin 1886, Paris 8e[46])

        - Thérèse Seguin (° 12 août 1799, Annonay[47] - † 7 novembre 1823, Annonay[48])
          - (∞ 13 octobre 1822, Annonay[49]) Claude Marie Vincent Mignot[g 8] (° 6 novembre 1797, Annonay[50] - † …)

### L'aventure industrielle des frères Seguin
Marc-François Seguin, le père, qui a épousé en 1782 Augustine Thérèse de Montgolfier, nièce des frères Montgolfier, est à la tête d'une fabrique de draps quand il crée en 1796 la société Seguin et Cie. Cette société représente la stabilité et est sollicitée plus tard pour assurer les risques pris par les cinq fils dans leurs ambitieux projets ; elle est liquidée en 1833 après le décès de son fondateur. Le père est le membre modérateur, voire critique, à l'égard des entreprises de ses fils et sa compétence juridique leur est aussi très utile.
Après leurs études à Paris où leur grand-oncle maternel Joseph de Montgolfier, démonstrateur au Conservatoire national des arts et métiers, les guident dans leur apprentissage des sciences, les fils rejoignent l'un après l'autre l'entreprise familiale et vers 1820 ils convainquent leur père de fonder une manufacture de feutres pour papeteries.
C'est le début de leur aventure industrielle.
- Marc[55], l'aîné, est avant tout un scientifique, un inventeur et un ingénieur. Il invente puis la fratrie étudie, entreprend, réalise, développe, commercialise et gère[56]. Il expérimente en 1822 le premier pont suspendu par des câbles en fil de fer au monde au-dessus de la Cance puis construit sur ce modèle, en 1825, à Tournon-sur-Rhône, le premier grand pont suspendu d'Europe continentale.
Il fait breveter en 1827 la chaudière tubulaire conçue pour des bateaux à vapeur naviguant sur le Rhône, et deux ans après, il applique cette invention aux locomotives à vapeur. La locomotive Seguin fait ses premiers tours de roue le 1er octobre 1829 sur la ligne de chemin de fer de Saint-Étienne à Lyon, concédée aux frères Seguin en 1827, première ligne de France à expérimenter en 1832 la traction par des locomotives à vapeur et à avoir été ouverte simultanément aux marchandises comme aux voyageurs.
- Camille[57] est le commercial de la fratrie. Jeune, dès 1814, il effectue des voyages de commerce au profit de Seguin et Cie[52]. Il prend l'initiative de l'extension de la zone commerciale vers le Sud de la France, ainsi que vers l'Est vers la Suisse francophone. Il joue un rôle central dans la communication entre les frères : il assure par exemple la gestion des fournisseurs de fil de fer au moment de la création du premier pont de Tournon, notamment par un voyage en Franche-Comté.
Comme ingénieur, il se distingue par une rapidité de conception, une grande hardiesse de vue et une grande sûreté d'appréciation[58].
- Jules[59] est ingénieur et maître de forges. On sait désormais, et notamment pendant la période 1826-1834, que Jules est le grand entrepreneur de nombreux ouvrages d'art, en particulier des ponts métalliques, sous le nom « Seguin », dans la mesure où son frère Marc en a l'interdiction, compte tenu de son contrat concernant la compagnie de chemin de fer. Ceci n'empêche des relations permanentes entre les frères. Il s'associe avec son cousin Pierre François de Montgolfier pour créer l'éphémère société Seguin Montgolfier d'Ayme & Cie[60], puis la société Seguin, Montgolfier et Cie[61]. Il dirige aussi la Cie Jules Seguin[62]. Jules est aussi connu, comme démocrate, pour engager les ouvriers à ne pas compromettre la République par la précipitation et la violence[63].
- Paul[64] est le second de bien des entreprises de ses frères. On lui confère de fortes capacités techniques et aussi un talent certain de négociateur dans les conflits sociaux.
- Charles[65] apporte aux entreprises des frères Seguin sa connaissance du lobby, notamment parisien. Très souvent résidant en dehors d'Annonay, et notamment à Paris à partir de 1826, il s'intègre à la bourgeoisie parisienne.
- Enfin leur beau-frère Claude Vincent Mignot[66], marié à leur sœur Thérèse, a une activité similaire de maître de forges. Il s'établit à Lyon dès 1820, y apprend la fonderie, et s'implique dans la fabrique créée sur les terrains de Perrache[67] pendant la construction de la Ligne de Saint-Étienne à Lyon pour laquelle il réalise de nombreux ponts métalliques. Il fait faillite le 30 mars 1848 et s'associe dans la société Seguin frères et Cie[68].

## Le1ermariage de Marc Seguin ditSeguin Aîné
(Pour la commodité de lecture, cette partie de l'arbre descendant se limite aux enfants de Marc Seguin ; le cas échéant, elle se poursuit avec les branches des petits-enfants et leurs conjoints s'ils sont référencés dans l'encyclopédie Wikipedia.)
Le 1er septembre 1813, âgé de 27 ans, Marc Seguin se marie à Annonay avec la fille d'un notable de la ville, sa cousine germaine Rose Augustine Duret, de 8 ans sa cadette.

### Arbre généalogique descendant du1ermariage de Marc Seguin ditSeguin Aîné
Les treize enfants du premier mariage sont nés tous, sans exception, à Annonay.
- Marc Seguin dit Seguin Aîné[6],[g 3] (° 20 avril 1786, Annonay[14] - † 24 février 1875, Annonay[15])
  - 1er mariage (∞ 1er septembre 1813, Annonay[16]) Rose Augustine Duret (° 24 août 1794, Annonay[17] - † 2 juin 1836, Annonay[18])
    - Marc François Seguin (° 27 décembre 1814, Annonay[69] - †…)
    - Louis Marc Seguin (° 20 décembre 1815, Annonay[70] - † 19 avril 1817, Annonay[71])
    - Pauline Julie Seguin (° 21 novembre 1817, Annonay[72] - † 20 octobre 1881, Saint-Clair[73])
      - (∞ 6 avril 1836, Annonay[74]) Mathieu Jean Desgrand[g 9] (° 10 mars 1804, Annonay[75] - † 4 mai 1860, Davézieux[76])
        - 1 enfant (♀)

    - Jules Seguin, dite Julie[6] (° 21 janvier 1819, Annonay[77] - † 10 avril 1897, Marmagne[78])
      - (∞ 22 juillet 1840, Marmagne[79]) Jean Raymond de Montgolfier[g 10] (° 10 avril 1812, Saint-Marcel-lès-Annonay[80] - † 21 juillet 1873, Marmagne[81])
        - 5 enfants (♂ ♀ ♂ ♂ ♀) dont no 2 :
        - Rose Pauline de Montgolfier[Note 5] (° 3 janvier 1845, Marmagne[82] - † 22 octobre 1910, Marmagne)
          - (∞ 29 juillet 1862, Marmagne[83]) Mathieu dit Edouard Aynard[g 11] (° 1er janvier 1837, Lyon[84] - † 25 juin 1913, Paris 17e[85])

    - Hélène Seguin[6] (° 4 juin 1821, Annonay[86] - † 29 mai 1866, Davézieux[87])
      - (∞ 29 décembre 1840, Marmagne[88]) Laurent Pierre de Montgolfier[g 12] (° 6 septembre 1816, Saint-Marcel-lès-Annonay[89] - † 18 décembre 1883, Davézieux[90])
        - 3 enfants (♀ ♀ ♀)

    - Stanislas Marc Seguin (° 29 mai 1823, Annonay[91] - † 8 septembre 1824, Annonay[92])
    - Augustine Seguin (° 29 avril 1825, Annonay[93] - † 31 octobre 1828, Annonay[94])
    - Jeanne Seguin (° 7 février 1827, Annonay[95] - † 4 novembre 1828, Annonay[96])
    - Joseph Seguin (° 9 mars 1829, Annonay[97] - † 17 mars 1866, Annonay[98])
      - (∞ 12 novembre 1856, Marmagne[99]) Marie Marguerite Luquet de Saint-Germain (° 3 février 1837, Marmagne[100] - † 9 février 1865, Marmagne[101])
        - s. p.

      - (∞ 28 février 1866, Lyon 2e[102]) Marie Camille Fanie Rostaing (° 10 janvier 1831, Moras-en-Valloire[103] - † 7 avril 1905, Moras-en-Valloire)
        - s. p.

    - Paul Seguin (° 1er octobre 1830, Annonay[104] - † 22 avril 1891, Lyon 2e[105])
      - (∞ 13 avril 1858, Lyon 2e[106]) Caroline Françoise Marie Périsse (° 7 avril 1836, Lyon[107] - † 8 septembre 1896, Annonay[108])

    - Raymond Seguin (° 15 janvier 1832, Annonay[109] - †…)
    - Thomas Seguin (° 9 août 1833, Annonay[110] - †…)
    - Mathilde Seguin (° 30 mai 1836, Annonay[111] - † 19 juillet 1857, Marmagne[112])

## Le2emariage de Marc Seguin ditSeguin Aîné
(Pour la commodité de lecture, cette partie de l'arbre descendant se limite aux enfants de Marc Seguin ; le cas échéant, elle se poursuit avec les branches des petits-enfants et leurs conjoints s'ils sont référencés dans l'encyclopédie Wikipedia.)
Veuf depuis bientôt 2 ans, âgé de 52 ans, Marc Seguin se remarie le 18 mars 1838, à Marmagne (Côte-d'Or), avec Marie Augustine de Montgolfier, sa nièce par alliance âgée de 19 ans, de 33 ans sa cadette. Victime de rivalités tenaces,, il décide alors de changer de cadre de vie en s’installant en Bourgogne, à Marmagne, dans l’ancienne abbaye de Fontenay.
Il s'éloigne de son rôle d'entrepreneur pour se consacrer à sa famille qui s'agrandit toujours avec la naissance dans cette nouvelle demeure des six autres enfants de son second lit ; en 1861, à 75 ans, il a la joie d'être encore père pour la dix-neuvième et dernière fois. Il rassemble en un immense phalanstère ses gendres et filles, beaux-frères et belles-sœurs, enfants et petits-enfants, tous si nombreux, qu'on n'est jamais moins de vingt-cinq à table.

### Arbre généalogique descendant du2emariage de Marc Seguin ditSeguin Aîné
Les six enfants du second mariage sont nés tous, sans exception, à Marmagne.
- Marc Seguin dit Seguin Aîné[6],[g 3] (° 20 avril 1786, Annonay[14] - † 24 février 1875, Annonay[15])
  - 2e mariage (∞ 18 mars 1838, Marmagne[19]) Marie Augustine de Montgolfier (° 24 mars 1819, Annonay[20] - † 11 juillet 1890, Annonay[21])
    - Augustin Seguin[6],[g 13] (° 27 août 1841, Marmagne[116] - † 18 août 1904, Annonay)
      - (∞ 25 septembre 1865, Saint-Pierre-la-Palud[117]) Marie Félicie Célestine Mangini[Note 7] (° 27 septembre 1843, Sainte-Foy-l'Argentière[120] - † 28 février 1872, Lyon 2e[121])
        - 4 enfants (♂ ♂ ♂ ♀) dont :
        - Louis Lazare Augustin Seguin[g 14] (° 7 février 1869, Saint-Pierre-la-Palud[122] - † 7 janvier 1918, Paris 8e[123])
          - (∞ 26 octobre 1897, Lyon 6e[124]) Bénédicte Victorine Marie Franc (° 6 janvier 1874, Saint-Rambert-en-Bugey[125] - † 2 octobre 1942, Ville-d'Avray)

      - (∞ 27 juillet 1876, Annonay[126]) Louise Marguerite de Montgolfier (° 3 juin 1850, Marseille - † 27 avril 1880, Annonay[127])
        - 3 enfants (♂ ♂ ♀) dont :
        - Marc François Eugène Seguin (° 9 juillet 1877, Lyon 2e[128] - † 31 juillet 1937, Saint-Louis (États-Unis))
          - (∞ ) Virginia Michaels

        - Joseph Seguin dit Julien Vocance (° 5 mai 1878, Lyon 2e[129] - † 29 juillet 1954, Annonay)
          - (∞ 30 mai 1908, Paris 6e) Madeleine Andrée Mahieu (° 2 octobre 1866, Constantine - † 30 juin 1982)

      - (∞ 6 novembre 1882, Saint-Pierre-la-Palud[130]) Rose dite Pauline Consiglieri (° 21 février 1861, Torriglia - † 29 avril 1943, Annonay)
        - 4 enfants (♂ ♀ ♂ ♀) dont :
        - Laurent Seguin (° 6 octobre 1883, Lyon 2e[131] - † 26 mai 1944, Paris)
          - (∞ 24 novembre 1922, Paris 8e) Mathilde Lucie Marie Suzanne Balaÿ (° 2 août 1892, Fontaines-sur-Saône[132] - † 23 février 1966, Montmorency)

        - Maria Rose Seguin (° 4 août 1886, Annonay[133] - † 28 septembre 1941, Annonay)
          - (∞ 8 mai 1906, Annonay) Laurent René Marcel Béchetoille[g 15] (° 11 juillet 1882, Annonay[134] - † 12 décembre 1959, Annonay)

        - Augustin Louis Seguin (° 4 octobre 1889, Lyon 2e[135] - † 26 avril 1965, Neuilly-sur-Seine)
          - (∞ 5 novembre 1932, Paris 16e) Aimée Lucie Agnellet (° 1894 - † 1981)

    - Marie Louis Seguin (° 21 mars 1846, Marmagne[136] - † 23 octobre 1918, Annonay)
    - Paul Étienne Seguin[g 16] (° 21 octobre 1848, Marmagne[137] - † 12 mars 1917, Vevey)
      - (∞ 27 janvier 1873, Annonay[138]) Marie Célie Caroline Mignot (° 11 novembre 1854, Annonay[139] - † 23 mars 1940, Annonay)
        - 5 enfants (♀ ♀ ♂ ♂ ♀)

    - Marie Pauline Seguin (° 9 septembre 1850, Marmagne[140] - † 13 juin 1914, Saint-Pierre-la-Palud)
      - (∞ 11 octobre 1868, Annonay[141]) Félix Daniel Mangini[g 17] (° 27 février 1836, Lyon[142] - † 24 août 1902, Saint-Pierre-la-Palud[143])
        - 5 enfants (♂ ♀ ♀ ♀ ♂) dont :
        - Marie Hélène Mangini (° 24 novembre 1879, Lyon 5e[144] - † 14 mars 1958, Lyon 6e[145])
          - (∞ 17 août 1900, Saint-Pierre-la-Palud[146]) Léon Eugène Bérard[g 18] (° 17 février 1870, Morez - † 2 septembre 1956, Lyon 6e[147])

        - Blanche Louise Mangini (° 30 août 1883, Saint-Pierre-la-Palud[148] - † 7 octobre 1970, Bron)
          - (∞ 1er octobre 1906, Lyon 2e[149]) Louis Bénédict Gallavardin (° 20 août 1875, Lyon 2e[150] - † 1er octobre 1957, Lyon 2e[151])

    - Marie Elisabeth Seguin (° 18 novembre 1858, Marmagne[152] - † 20 juin 1884, Montluçon[153])
    - Louise Marie Madeleine Seguin (° 21 mai 1861, Marmagne[154] - † 7 février 1899, Cannes[155])
      - (∞ 18 juillet 1881, Annonay[156]) Louis Marie René de Prandières[g 19],[Note 8] (° 19 octobre 1852, Lyon 1er[159] - † 2 février 1928, Tain-l'Hermitage)
        - 1 enfant (♀)

### Esprit Seguin
Augustin Seguin (1841-1904),, né en 1841, l'aîné des enfants du second mariage, directeur de la Société Anonyme des Chantiers de La Buire, est à la fois ingénieur de l'École centrale des arts et manufactures et artiste. Varagnes témoigne de ses dons : peintures et sculptures, décoration de l’intérieur de la serre, abside de la chapelle, etc. Il entretient des contacts étroits avec l'École des beaux-arts de Lyon, en même temps qu'il discute optique, photographie et acoustique avec les frères Lumière. qui viennent souvent à Varagnes.
Comme son père, Augustin Seguin est à la tête d'une famille nombreuse de 11 enfants, quatre de son premier mariage avec Félicie Marie Célestine Mangini, trois du second avec Louise Marguerite de Montgolfier et quatre du troisième et dernier avec Rose Consiglieri.
Ses fils Louis Lazare Augustin Seguin et Laurent Seguin créent les moteurs Gnome. Les avions français glanent, avec ce moteur, une grande partie des records mondiaux entre 1909 et 1915, ainsi que leurs pilotes, tels qu’Augustin Louis Seguin, un autre fils, recordman de distance sans escale en 1913.
Marc, un autre fils, va utiliser les études de son père sur la photographie pour développer la radiologie et équiper l'hôpital d'Annonay. Une de ses filles Rose Seguin-Béchetoille, voit certains de ses tableaux exposés au musée municipal vivarois César Filhol.
Un autre fils est Joseph Seguin, dit Julien Vocance, un poète très original qui contribue à introduire le haïkaï en France au début du XXe siècle avec l’un ses livres consacré à la Première Guerre mondiale.

## Les alliances des familles Seguin et de Montgolfier
À l'écart du village de Vidalon-lès-Annonay se trouve le site papetier développé au XVIIe siècle par la famille de Montgolfier.
Les « Papeteries de Vidalon-lès-Annonay », propriété de cette famille, ont depuis 1784 le titre de « Manufacture Royale », qui assure le manufacturier contre toute concurrence déloyale ou usurpation de marque, et l'année précédente, Louis XVI lui-même a anobli en la personne de Pierre Montgolfier, le papetier, toute la famille dont les frères Joseph et Étienne Montgolfier qui ont inventé en 1782 la montgolfière.

### Arbre descendant de Pierre de Montgolfier (le papetier)
- Pierre de Montgolfier (le papetier)[g 20] (° 1700, Tence - † 1793, Davézieux)
  - (∞ 1724, Annonay) Anne Duret (° 1701 - † 17604)
    - 16 enfants (♂ ♂ ♂ ♂ ♂ ♀ ♂ ♀ ♂ ♀ ♂ ♂ ♂ ♀ ♂ ♀) dont :
      - no 3 : Raymond de Montgolfier[g 21] (° 1730, Davézieux - † 1772, Lyon)
        - (∞ 1761) Claudine Devant
          - 5 enfants (♀ ♀ ♀ ♂ ♀) dont :
            - no 1 : Augustine Thérèse de Montgolfier (° 28 août 1764, Vidalon-lès-Annonay[10] - † 22 septembre 1843, Annonay[11])
              - (∞ 10 novembre 1782, Vidalon-lès-Annonay[9]) Marc François Seguin[g 1], dit l'ancêtre (° 6 octobre 1757, Annonay[7] - † 12 avril 1832), Annonay[8]
                - 8 enfants (♀ ♂ ♂ ♂ ♂ ♂ ♂ ♀) dont :
                  - no 2 :  Marc Seguin dit Seguin Aîné[g 3] (° 20 avril 1786, Annonay[14] - † 24 février 1875, Annonay[15]) (Cf. § La fratrie Seguin)

            - no 5 : Jeanne Catherine de Montgolfier (° 1770 - † 1825)
              - (∞ vers 1787) Mathieu Louis Pierre Duret[g 22],[Note 14] (° 1758 - † 1841)
                - 7 enfants (♀ ♂ ♀ ♀ ♀ ♀ ♂) dont :
                  - no 1 : Pauline Claudine Duret (° vers 1793 - † 1851, Annonay)
                    - (∞ 1811) Louis Simon Elie Ascension de Montgolfier[g 23] (° 1784, Rives - † 1864, Cannes)
                      - 8 enfants (♂ ♀ ♀ ♂ ♀ ♀ ♀ ♂) dont :
                        - no 1 : Jean Raymond de Montgolfier[g 10](° 1812, Saint-Marcel-lès-Annonay - † 1873, Marmagne)
                          - (∞ 22 juillet 1840, Marmagne[79]) Jules Seguin, dite Julie (° 21 janvier 1819, Annonay[77] - † 10 avril 1897, Marmagne[78])
                            - 5 enfants (♂ ♀ ♂ ♂ ♀) dont no 2 :
                              - Rose Pauline de Montgolfier (° 3 janvier 1845, Marmagne[82] - † 22 octobre 1910, Marmagne)
                                - (∞ 29 juillet 1862, Marmagne[83]) Mathieu dit Edouard Aynard[g 11] (° 1er janvier 1837, Lyon[84] - † 25 juin 1913, Paris 17e[85])

                        - no 4 : Laurent Pierre de Montgolfier[g 12]
                          - (∞ 29 décembre 1840, Marmagne[88]) Hélène Seguin (° 4 juin 1821, Annonay[86] - † 29 mai 1866, Davézieux[87])
                            - 3 enfants (♀ ♀ ♀)

                        - no 5 : Marie Augustine de Montgolfier (° 24 mars 1819, Annonay[20] - † 11 juillet 1890, Annonay[21])
                          - (∞ 18 mars 1838, Marmagne[19]) Marc Seguin dit Seguin Aîné[g 3] (° 20 avril 1786, Annonay[14] - † 24 février 1875, Annonay[15])
                            - 6 enfants (♂ ♂ ♂ ♀ ♀ ♀) (Cf. § Le 2e mariage de Marc Seguin dit Seguin Aîné)

                        - no 6 : Jeanne de Montgolfier (° 1821, Saint-Marcel-les-Annonay - † 1886, Annonay)
                          - (∞ 1756, Marseille) Eugène Christophe de Montgolfier[g 24] (° 1817, Saint-Marcel-lès-Annonay - † 1878, Annonay)
                            - 2 enfants (♀ ♀) dont :
                              - Louise Marguerite de Montgolfier (° 3 juin 1850, Marseille - † 27 avril 1880, Annonay[127])
                                - (∞ 27 juillet 1876, Annonay[126]) Augustin Seguin[g 13] (° 27 août 1841, Marmagne[116] - † 18 août 1904, Annonay)
                                  - 3 enfants (♂ ♂ ♀) (Cf. § Le 2e mariage de Marc Seguin dit Seguin Aîné)

                  - no 3 : Rose Augustine Duret (° 24 août 1794, Annonay[17] - † 2 juin 1836, Annonay[18])
                    - (∞ 1er septembre 1813, Annonay[16]) Marc Seguin dit Seguin Aîné[g 3] (° 20 avril 1786, Annonay[14] - † 24 février 1875, Annonay[15])
                      - 13 enfants (♂ ♂ ♀ ♀ ♀ ♂ ♀ ♀ ♂ ♂ ♂ ♂ ♀) (Cf. § Le 1er mariage de Marc Seguin dit Seguin Aîné)

      - no 12 : Joseph de Montgolfier[g 25] (aérostier) (° 1740, Vidalon-lès-Annonay - † 1810, Balaruc-les-Bains)
        - (∞ 1771, Vidalon-lès-Annonay) Thérèse Filhol
          - 5 enfants (♂ ♀ ♂ ♀ ♂) dont :
            - no 3 : Pierre François de Montgolfier[170],[Note 15] (° 1775, Annonay[175] - † 1856, Lyon)

      - no 15 : Étienne de Montgolfier[g 26] (aérostier) (° 1745, Vidalon-lès-Annonay - † 1799, Serrières)
        - (∞ ) Adélaïde Bron
          - 1 enfant (♂)

### Curiosités généalogiques
Raymond de Montgolfier, grand-père maternel des frères Seguin, est l'un des frères d'Étienne et Joseph, les aérostiers ; il se marie avec Catherine Devant et le couple a pour enfant no 1 Augustine Thérèse de Montgolfier, épouse de Marc François Seguin, dit l'ancêtre (Cf. § La fratrie Seguin). Il a également pour enfant no 5 Jeanne Catherine de Montgolfier, épouse de Mathieu Louis Pierre Duret ; ce dernier couple a pour enfant no 1 Pauline Claudine Duret et pour enfant no 3 Rose Augustine Duret.
Marc Seguin et sa première épouse Rose Augustine Duret sont donc cousins germains.
Pauline Claudine Duret se marie avec Louis Simon Élie Ascension de Montgolfier. Après le décès de Rose Augustine Duret, sa tante maternelle, Marie Augustine de Montgolfier, l'enfant no 5 du couple, devient la seconde épouse de Marc Seguin, son oncle maternel par alliance.
Deux des trois frères de Marie Augustine, Jean Raymond, enfant no 1 du couple Louis Simon Élie Ascension de Montgolfier et Pauline Claudine Duret, et son frère Laurent Pierre, enfant no 4, épousent chacun deux sœurs, respectivement Jules, dite Julie, et Hélène, enfants no 4 et no 5 de l'union en premières noces de Marc Seguin avec Rose Augustine Duret (Cf. § Le 1er mariage de Marc Seguin dit Seguin Aîné).
Avec ses secondes noces, Marc Seguin devient le beau-frère par alliance de deux de ses filles et de leurs maris, ses gendres depuis les premières noces !
La seconde épouse de Marc Seguin, Marie Augustine, a pour sœur Jeanne de Montgolfier, mère de Louise Marguerite de Montgolfier qu'Augustin Seguin épouse en secondes noces. Ces derniers sont déjà cousins germains mais, par son second mariage, Marc Seguin devient l'oncle maternel par alliance de son propre fils Augustin.